# René Biver
Pour les articles homonymes, voir Biver.
René Biver, né le 24 octobre 1920 à Sanem (Luxembourg) et mort le 24 octobre 1983 dans la même ville, est un coureur cycliste luxembourgeois professionnel de 1947 à 1952.

## Palmarès
- 1938
  - 2e du championnat du Luxembourg sur route cadets
- 1940
  - 2e du Grand Prix de la Mess
- 1946
  -  Champion du Luxembourg sur route amateurs

## Résultats sur les grands tours

### Tour de France
4 participations
- 1948 : éliminé (8e étape)
- 1949 : hors délais (4e étape)
- 1951 : hors délais (7e étape)
- 1952 : abandon (1e étape)